# Константино-Єленинський чоловічий монастир (Костянтинівка)

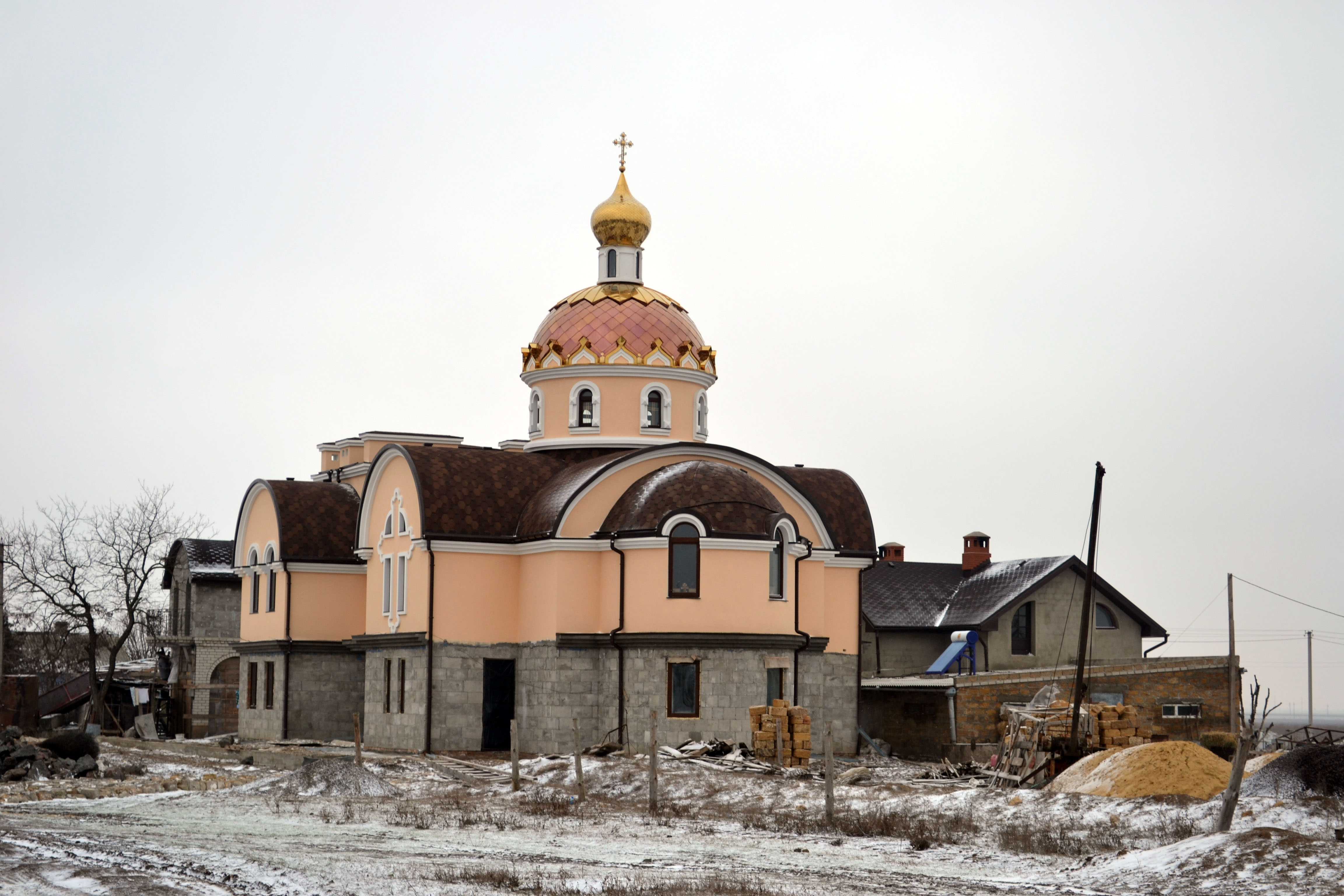

Константино-Єленинський чоловічий монастир УПЦ (МП) — православний монастир Миколаївської та Вознесенської єпархії Української Православної церкви (Московського Патріархату), розташований в с. Костянтинівка Первомайської селищної громади Миколаївського району Миколаївської області України, що в 25-ти кілометрах від Миколаєва. Наставник — архімандрит Варнава (Гладун).  До складу монастиря входять: трапезний храм, та духовний центр монастиря — храм святих рівноапостольних Константина та Єлени.
Сьогодні монастир є духовно-просвітницьким та паломницьким центром Миколаївської та Вознесенської єпархії Української Православної церкви (Московського Патріархату).

## Святині
В монастирі знаходяться великі святині: рака зі святими мощами новомученника Васильївського Прохора. В храмі є ікона Народження Пресвятої Богородиці древнього італійського письма. Також тут знаходяться ікони з частками мощей святого великомученика та цілителя.

## Історія
Монастир заснований 29 липня 1998 року рішенням Священного Синоду Української православної церкви. Тоді ж і з'явились перші поселенці. Духовний центр монастиря - храм святих рівноапостольних Константина та Єлени створений в честь рівноапостольних Константина та Єлени у 1905 році на кошти прихожан та на кошти миколаївського торговця Костянтина Микифровича Соболєва. Дуже імовірно, що храм назвали іменем небесного покровителя торговця.  В тому ж році храм був освячений.
В роки Радянського Союзу храм був діючий, була розібрана лише дзвіниця.
На сьогодні[коли?] в монастирі ведуться роботи по добудові самого монастиря та ведеться реставрація головного храму Святих Рівноапостольних Константина та Єлени.
Побудовані та освячені часові над свяченими джерелами.
Ще далекого 1862 року на місці сучасного монастиря була невелика церква з таким самим ім’ям. Її, як і всіх храмів того часу, збудували на особисті гроші парафіян, а саме на кошти миколаївського купця Костянтина Соболєва. Звідси й назва селища – Костянтинівка. Перша церква була невеликою, дерев’яною. У міру того як збільшувалася кількість мешканців у Костянтинівці та околицях, виникла потреба у збільшенні і самого храму. Нову, вже кам’яну, церкву збудували у 1905 році знову на гроші парафіян. Чоловічий монастир з’явився там лише 1998 року. Минуло багато років з моменту будівництва першої церкви, але тепер уже монастир знову будують за гроші парафіян. Є речі постійні століттями.
1. ↑  Святині Миколаївської області: де “живе” Бог - imykolayivchanyn.com (укр.). 25 січня 2023. Процитовано 29 січня 2023.